# Marc Fulvi Flac (cònsol 125 aC)
Marc Fulvi Flac (Marcus Fulvius M. F. Q. N. Flaccus) fou fill del legat Marc Fulvi Flac (Marcus Fulvius Q. F. M. N. Flaccus).
Després de la mort de Tiberi Semproni Grac va ser nomenat triumvir agro dividendo junt amb Gai Papiri Carbó i Gai Semproni Grac el 129 aC. Va ser elegit cònsol l'any 125 aC i enviat en ajut de Massília, on els sal·luvis havien envaït el territori. Va ser el primer en sotmetre els lígurs transalpins, sobre els que va celebrar un triomf. L'any 122 aC va acompanyar Gai Semproni Grac a establir una colònia a Cartago i en la seva absència es va preparar una conspiració contra ambdós. Els dos homes van tornar abans d'hora a Roma. Van morir assassinats pels conspiradors el 121 aC. La seva filla Fúlvia era la muller de Publi Corneli Lèntul i mare de Publi Corneli Lèntul Sura. Va tenir dues filles més, una casada amb Quint Catul i una altra amb Luci Juli Cèsar, que va ser la mare de Luci Juli Cèsar, cònsol l'any 64 aC.